# BVP M-80
Le BVP M-80 est un Véhicule de combat d'infanterie de Yougoslavie, conçu en 1971.

## Opérateurs
- Croatie
- Serbie
- Ukraine : dons croates depuis l'invasion de l'Ukraine par la Russie, au moins 38 à partir de juin 2022[1],[2]. Annonce de la livraison de 30 autres exemplaires fin octobre 2024[3].